# Anacroneuria diaphana
Anacroneuria diaphana är en bäcksländeart som beskrevs av František Klapálek 1921. Anacroneuria diaphana ingår i släktet Anacroneuria och familjen jättebäcksländor. Inga underarter finns listade i Catalogue of Life.